# Dolmen del Serrat de les Costes
El Dolmen del Serrat de les Costes és un dolmen de la comuna de Llauró, a la comarca del Rosselló, de la Catalunya del Nord.
Està situat al punt més elevat del Serrat de les Costes, a la Costa Nova, al nord del Còrrec de les Pedres Dretes (nom que sembla indicar també la presència de monuments megalítics).

## Descripció de Jaubert de Réart
Fou descobert per Joseph Jaubert de Réart el 1832 en una notícia apareguda a Le Publicateur du Département des Pyrénées-Orientales, de Perpinyà, amb el text següent (traduït del francès): Les pedres que el formen, cobertes avui dia d'una molsa espessa i amagats sota una vegetació formada per brucs, bardisses i brancatge d'alzimes sureres, a penes deixen veure les seves característiques. El monument consta de tres pedres fixades a terra per tal de servir de suport i una llosa superior que actualment només recolza en una, ja que l'extrem toca a terra. El suport està format per tres peus disposats en forma de trípode. Les altres dues pedres de suport estan inclinades una envers l'altra. Les pedres són de quars. Com d'altres monuments, està girat cap a l'est.. Cal destacar que en aquella època s'interpretaven els dòlmens com a altars druídics de cultes celtes.